# Valeri Taratynov
Valeri Taratynov (Russisch: Валентин Таратынов) (24 juni 1948) is een Russische atleet, die gespecialiseerd was in de sprint. Zijn grootste prestatie behaalde hij als estafetteloper.
Op 14 maart 1971 verbeterde hij op de Europees indoorkampioenschappen in Sofia als startloper het Europees record op de zelden gelopen 4 x 800 m estafette. Het team bestaande uit Valeri Taratynov, Stanislav Mesjtsjerskitsj, Aleksej Taranov en Viktor Semjasjkin lieten de klok stoppen op 7.17,8 en won hiermee een gouden medaille voor de estafetteploegen uit Polen (zilver; 7.19,2) en West-Duitsland (7.25,0). Een jaar later werd behaalde hij een tweede plaats op de 4 x 720 m bij de Europese indoorkampioenschappen.

## Palmares

### 4 x 720 m estafette
- 1972:  EK indoor - 6.27,0

### 4 x 800 m estafette
- 1971:  EK indoor - 7.18,8